# Simulium tsharae
Simulium tsharae är en tvåvingeart som först beskrevs av Yankovsky 1982.  Simulium tsharae ingår i släktet Simulium och familjen knott. Inga underarter finns listade i Catalogue of Life.